# Шварц, Джонатан
Джонатан Ян Шварц (англ. Jonathan Ian Schwartz) — президент и CEO компании Sun Microsystems в последние годы её существования, сооснователь и CEO компании Picture of Health.

## Биография
Родился 20 октября 1965 года. Со стороны матери на одну четверть индус и на одну четверть валлиец, со стороны отца на одну четверть венгр и на одну четверть русский.
В 1983 году окончил среднюю школу в Бетесде (штат Мэриленд). В 1983—1984 годах учился на первом курсе Университета Карнеги — Меллон, затем перешёл в Уэслианский университет, где изучал экономику и математику.
Начал свою карьеру в 1987 году в McKinsey & Company в Нью-Йорке. В том же году Шварц ехал в поезде, который разбился в штате Мэриленд. По его словам, инцидент оказал огромное влияние на его жизнь. В 1989 году покинул McKinsey и переехал в Мэриленд, где стал соучредителем компании Lighthouse Design. В начале 1990-х Lighthouse Design переехал в Сан-Матео (штат Калифорния). В конце концов, Шварц занял должность CEO компании Lighthouse.
В 1996 году Lighthouse Design была приобретена компанией Sun Microsystems. Шварц стал директором по маркетингу продуктов для JavaSoft в 1997 году, затем занимал пять позиций вице-президента. В 2004 году был назначен президентом и COO компании Sun. В конце концов, он заменил Скотта Макнили в должности CEO.
Будучи CEO компании Sun, Шварц был известен как один из немногих блогеров в Fortune 500 CEO. Он признаётся за свои усилия по достижению большей прозрачности в корпоративном мире.
20 апреля 2009 года подписал соглашение о продаже Sun Microsystems корпорации Oracle. 4 февраля 2010 года покинул должность CEO.
12 августа 2010 года назначен в совет директоров компании Taleo (которую в феврале 2012 года купила Oracle). 9 сентября 2010 года Шварц объявил о создании компании Picture of Health, позже преобразованной в CareZone. CareZone, расположенная в Сан-Франциско, официально открылась в Сети 15 февраля 2012.